# Иоутсенъярви (озеро, бассейн Сюскюянйоки)
Ио́утсенъя́рви (Йо́утсенъя́рви) (фин. Joutsenjärvi) — озеро на территории Лоймольского сельского поселения Суоярвского района Республики Карелия.

## Общие сведения
Площадь озера — 0,6 км², площадь бассейна — 24 км². Располагается на высоте 87,0 метров над уровнем моря.
Форма озера лопастная. Берега каменисто-песчаные, местами заболоченные, сильно изрезанные, так что озеро условно поделено на две практически равные части с узким проливом между ними.
С севера в озеро втекает безымянный ручей, берущий начало в озере Сариярви и протекающий через озеро Латваярви (фин. Latvajärvi). Из залива в западной части озера вытекает ручей, который, протекая через озеро Плотина-Мустаярви (фин. -Plotina-Mustajärvi), вытекает из него уже под названием Салмиламменоя (фин. Salmilammenoja).  Затем, протекая через озеро Салмилампи (фин. Salmilampi), вытекает из него под названием Варпаоя (фин. Varpaoja). Затем, протекая через озёра Сууриярви (фин. Suurijärvi), Воккалампи (фин. Bokkalampi), Ломалампи (фин. Lomulampi (Lomalampi)) и Маткалампи (фин. Matkalampi), ручей Варпаоя втекает в реку Хейняйоки (озеро Вируккалампи (фин. Viirukkalampi)), которая уже впадает в озеро Сюскюярви.
Населённые пункты близ озера отсутствуют. Ближайшие — посёлки Кясняселькя и Райконкоски — расположены от озера, соответственно, в 17 км к юго-востоку и в 22 км к северо-западу.
Код водного объекта в государственном водном реестре — 01040300211102000013582.
Название озера переводится с финского языка как «лебединое озеро».